# Maculabatis gerrardi
Maculabatis gerrardi is een vissensoort uit de familie van de pijlstaartroggen (Dasyatidae). De wetenschappelijke naam van de soort is voor het eerst geldig gepubliceerd in 1851 door Gray.